# Craugastor palenque
Espèce
Synonymes
- Eleutherodactylus palenque Campbell & Savage, 2000

Statut de conservation UICN

 DD  : Données insuffisantes
Craugastor palenque est une espèce d'amphibiens de la famille des Craugastoridae.

## Répartition
Cette espèce  se rencontre de 300 à 350 m au Chiapas au Mexique et au Guatemala dans le bassin du río Grijalva.

## Publication originale
- Campbell & Savage, 2000 : Taxonomic reconsideration of Middle American frogs of the Eleutherodactylus rugulosus group (Anura: Leptodactylidae): a reconnaissance of subtle nuances among frogs. Herpetological Monographs, vol. 14, p. 186-292.